# Shūr Sū
Shūr Sū (persiska: شور سو) är en ort i Iran.   Den ligger i provinsen Nordkhorasan, i den norra delen av landet, 500 km nordost om huvudstaden Teheran. Shūr Sū ligger 1 004 meter över havet och antalet invånare är 399.
Terrängen runt Shūr Sū är kuperad, och sluttar söderut. Runt Shūr Sū är det ganska glesbefolkat, med 27 invånare per kvadratkilometer. Närmaste större samhälle är Ḩeşārcheh, 17,3 km norr om Shūr Sū. Omgivningarna runt Shūr Sū är i huvudsak ett öppet busklandskap.